# Consistório Ordinário Público de 1936
Ambos os novos cardeais haviam passado anos em vários cargos na Biblioteca do Vaticano, onde o próprio Pio havia trabalhado no início de sua carreira.

## Cardeais Eleitores
| Nº                 | País               | Nome               | Idade              | Cargo                                                                                        | Título ou Diaconia                                   |
| Cardeais eleitores | Cardeais eleitores | Cardeais eleitores | Cardeais eleitores | Cardeais eleitores                                                                           | Cardeais eleitores                                   |
| ------------------ | ------------------ | ------------------ | ------------------ | -------------------------------------------------------------------------------------------- | ---------------------------------------------------- |
| 1                  | Itália             | Giovanni Mercati   | 69                 | Arquivista dos Arquivos Secretos do Vaticano Bibliotecário da Biblioteca Apostólica Vaticana | Cardeal-diácono de São Jorge em Velabro              |
| 2                  | França             | Eugène Tisserant   | 52                 | Sacerdote de Nancy                                                                           | Cardeal-diácono de Santos Vito, Modesto e Crescência |

## Link Externo
- «Catholic Hierarchy» (em inglês)